# ترومان إتش لاندون
ترومان إتش لاندون (بالإنجليزية: Truman H. Landon)‏ هو ضابط أمريكي، ولد في 11 فبراير 1905 في ماريفيل في الولايات المتحدة، وتوفي في 27 يناير 1986.

## وصلات خارجية
- ترومان إتش لاندون على موقع مونزينجر (الألمانية)